# Pension Schöller (1952)
Pension Schöller (1952) ist eine von drei Verfilmungen des gleichnamigen Lustspiels von Wilhelm Jacoby und Carl Laufs durch den deutschen Regisseur Georg Jacoby. Produziert wurde „Pension Schöller“ durch die Magma Film Produktion Hamburg. Der Film kam am 10. August 1952 in die deutschen Kinos.

## Handlung
Der Gutsbesitzer und Junggeselle Philipp Klapproth, der seinem Neffen Peter Klapproth das Medizin-Studium finanziert, erhält eines Tages von diesem einen Brief, in dem er seinen Onkel um 20.000 Mark bittet. Dieses Geld, so schreibt Peter, wolle er in eine Nervenheilanstalt investieren. In Wahrheit hat der Neffe allerdings ganz andere Pläne: Weder kann er Blut sehen, noch hat er überhaupt je Medizin studiert; stattdessen widmen er und sein musikbegeisterter Freund Tommy sich mit Leib und Seele ihrer Band. Mit dem Geld des Onkels stünde einem eigenen Lokal und Probenraum nichts mehr im Wege.
Der Haken: Der Skeptiker Philipp will die vermeintliche Anstalt erst einmal begutachten, bevor er das Geld herausrückt, und macht sich kurzerhand auf den Weg zu Peter. In großer Erklärungsnot befolgt dieser daraufhin Tommys Rat und führt seinen Onkel in die Pension Schöller: Diese sei „Peters Irrenanstalt“. Ihre Mystifikation gelingt ihnen nicht schlecht: Wer „Irre“ argwöhnt, dem kommen normale und nur etwas exzentrische Pensionsgäste sämtlich so vor.

## Produktionsnotizen
Der Film wurde im Atelier Berlin-Tempelhof produziert. Die Außenaufnahmen entstanden in Berlin. Die Bauten schufen Erich Kettelhut und Max Vorwerg, Produktionsleiter waren Helmuth Volmer und Karl J. Fritzsche. Die Uraufführung erfolgte am 10. August 1952 in der Berliner Waldbühne.

## Kritiken
- „Regieschwacher Ulk mit beliebten deutschen ‚Lachkanonen‘.“ – 6000  Filme. Kritische Notizen aus den Kinojahren 1945 bis 1958. Handbuch V der katholischen Filmkritik, 3. Auflage, Haus Altenberg, Düsseldorf 1963, S. 334